# Монтіка Анучан
Монтіка Анучан (нар. 16 січня 1980) — колишня таїландська тенісистка.
Найвищу одиночну позицію світового рейтингу — 766 місце досягла 1 листопада 1999, парну — 846 місце — 8 вересня 1997 року.

## Фінали ITF

### Парний розряд: 2 (0–2)
| Результат | Ранг | Дата     | Турнір           | Покриття | Партнерка            | Суперниці                                | Рахунок          |
| --------- | ---- | -------- | ---------------- | -------- | -------------------- | ---------------------------------------- | ---------------- |
| Поразка   | 1.   | Жов 1998 | Ахмадабад, Індія | Тверде   | Ораван Вонгкамаласай | Рушмі Чакравартхі Сай Джаялакшмі Джаярам | 6–1, 4–6, 3–6    |
| Поразка   | 2.   | Лис 1998 | Ахмадабад, Індія | Тверде   | Ораван Вонгкамаласай | Рушмі Чакравартхі Сай Джаялакшмі Джаярам | 6–7(4), 6–1, 2–6 |